# Ана, моя любов
«Ана, моя любов» (фр. Ana, mon amour) — драматичний фільм 2017 року, поставлений румунським режисером Келіном Петером Нецером у копродукції з кінематографістами Румунії, Німеччини та Франції. Стрічка розповідає про романтичні стосунки студентів літературного факультету університету Тома́ і Ани, які закохуються одне в одного, але через психічну хворобу Ани, їх відносини повільно руйнується.
Прем'єра фільму відбулася 17 лютого 2017 року на 67-му Берлінському міжнародному кінофестивалі, де він браа участь в основний конкурсній програмі, змагаючись за головний приз фестивалю — Золотий ведмідь.

## У ролях
| Мірча Постелніку   | … | Тома́            |
| Діана Кавалліоті   | … | Ана             |
| Кармен Тенасе      | … | мати Тома́       |
| Василь Мурару      | … | батько Тома́     |
| Адріан Тітьєні     | … | психолог        |
| Таня Попа          | … | мати Ани        |
| Ігор Карас-Романов | … | Ігор            |
| Йонут Карас        | … | Богдан          |
| Йоана Флора        | … | Ірина           |
| Влад Іванов        | … | священик Адріан |

## Знімальна група
- Автори сценарію — Келін Петер Нецер, Сезар Пауль Бадеску, Юлія Лумінаре
- Режисер-постановник — Келін Петер Нецер
- Продюсери — Келін Петер Нецер, Оана Янку
- Співпродюсери — Лауренціу Даміан, Софі Дулак, Йонас Катценштайн, Максиміліан Лео, Мішель Зана
- Виконавчий продюсер — Оана Янку Лауренціу Даміан
- Оператор — Андрій Бутіца
- Монтаж — Дана Бунеску
- Художник-постановник — Міхаела Поенару
- Художник по костюмах — Августина Станцу
- Звук — Андре Ріґу

## Нагороди та номінації
| Список нагород та номінацій           | Список нагород та номінацій | Список нагород та номінацій                   | Список нагород та номінацій | Список нагород та номінацій | Список нагород та номінацій |
| Кінопремія                            | Дата церемонії              | Категорія                                     | Номінант(и)                 | Результат                   | Дж                          |
| ------------------------------------- | --------------------------- | --------------------------------------------- | --------------------------- | --------------------------- | --------------------------- |
| Берлінський міжнародний кінофестиваль | 18 лютого 2017              | Золотий ведмідь                               | Ана, моя любов              | Номінація                   | [ 1 ]                       |
| Берлінський міжнародний кінофестиваль | 18 лютого 2017              | «Срібний ведмідь» за видатний художній внесок | Дана Бунеску (монтажер)     | Перемога                    | [ 3 ]                       |